# Mellicta ciscaucasica
Mellicta ciscaucasica är en fjärilsart som beskrevs av Kiabov 1926. Mellicta ciscaucasica ingår i släktet Mellicta och familjen praktfjärilar. Inga underarter finns listade i Catalogue of Life.